# Kingwood (álbum)
Kingwood é o sexto álbum de estúdio da banda sueca de punk rock Millencolin. Este álbum olha ao mesmo tempo para frente e para trás na história do quarteto; para frente no sentido de estarem desenvolvendo seu lado mais "rock" (“Novo” e “My name is Golden”), mas também olhando para trás em tempos mais rápidos, a exemplo de “Biftek Supernova”, “Farewell My Hell” e “Simple Twist Of Hate”. O álbum foi lançado no Brasil simultaneamente com a versão importada e possui uma vídeo em multimídia de 50 minutos que mostra trechos da banda gravando em estúdio.

## Faixas
1. "Farewell My Hell" - 2:52
2. "Birdie" - 2:32
3. "Cash Or Clash" - 2:40
4. "Shut You Out" - 3:39
5. "Biftek Supernova" - 2:18
6. "My Name Is Golden" - 3:08
7. "Ray" - 2:52
8. "Novo" - 2:58
9. "Simple Twist Of Hate" - 1:29
10. "Stalemate" - 3:18
11. "Mooseman`s Jukebox" - 2:12
12. "Hard Times" - 4:09